# محمد يوسف (منافس ألعاب قوى)
محمد يوسف هو منافس ألعاب قوى إندونيسي، ولد في 17 مايو 1968.

## وصلات خارجية
- محمد يوسف على موقع الاتحاد الدولي لألعاب القوى (الإنجليزية)
- محمد يوسف على موقع أوليمبيديا (الإنجليزية)